# Henry Lascelles, 5. jarl of Harewood
Henry Ulick Lascelles, 5. jarl af Harewood GVVO TD JP ]DL (født 21. august 1846, død 6. oktober 1929), kendt som vicegreve Lascelles i 1857– 1892 og som den ærede Henry Lascelles i  1846–1857, var svigerfar til den kongelige prinsesse Mary (1897–1965). Hun var datter af Georg 5. af Storbritannien og søster til kongerne Edward 8. af Storbritannien og Georg 6. af Storbritannien.

## Forældre
Henry Ulick Lascelles var den ældste søn af Henry Lascelles, 4. jarl of Harewood (1824–1892) og lady Elizabeth Joanna de Burgh (1826 – 1854). Elizabeth de Burgh var datterdatter af premierminister George Canning.

## Familie
Fra 1881 til 1929 var Henry Ulick Lascelles gift med lady Florence Katharine Bridgeman (1859–1943).De fik tre børn:
- Henry Lascelles, 6. jarl af Harewood  (1882–1947), gift med den kongelige prinsesse Mary (1897–1965). De fik efterkommere.
- Lady Margaret Selina Lascelles (1883–1978), gift med Gustavus Hamilton-Russell, 9. vicegreve Boyne. De fik efterkommere.
- Major den ærede Edward Cecil Lascelles (1887–1935), gift Joan Balfour, en datterdatter af George Campbell, 8. hertug af Argyll, (der var svigerfar til prinsesse Louise af Storbritannien (1848-1939)). Edward Lascelles og Joan Balfour fik efterkommere.

1. ↑  Navnet er anført på engelsk og stammer fra Wikidata hvor navnet endnu ikke findes på dansk.
2. ↑  Navnet er anført på engelsk og stammer fra Wikidata hvor navnet endnu ikke findes på dansk.
3. ↑  Navnet er anført på engelsk og stammer fra Wikidata hvor navnet endnu ikke findes på dansk.
4. ↑  Navnet er anført på engelsk og stammer fra Wikidata hvor navnet endnu ikke findes på dansk.